# جولین والرو
جولین والرو (انگلیسی: Julien Valéro؛ زادهٔ ۲۳ فوریهٔ ۱۹۸۴) بازیکن فوتبال اهل فرانسه است.
از باشگاه‌هایی که در آن بازی کرده‌است می‌توان به باشگاه فوتبال کان و باشگاه فوتبال نیم المپیک اشاره کرد.